# Гаральд Валлін
Гаральд Валлін (швед. Harald Wallin, 27 лютого 1887 — 16 червня 1946) — шведський яхтсмен.
Олімпійський чемпіон 1912 року в класі 10 метрів, срібний призер 1908 року в класі 8 метрів.